# كارل بيلي
كارل بيلي (بالإنجليزية: Carl Bailey)‏ مواليد 23 أبريل 1958 في برمنغهام، هو لاعب كرة سلة أمريكي سابق. بدأ مسيرته الاحترافية في سنة 1980. تم اختياره من قبل فريق سياتل سوبرسونيكس خلال الدرافت. حمل الرقم 21. يبلغ طوله 6 قدم 10 بوصة (2.1 م). اعتزل اللعب في 1983.

## روابط خارجية
- كارل بيلي على موقع إن بي أي (الإنجليزية)
- كارل بيلي على موقع سبورتس رفرنس (الإنجليزية)
- كارل بيلي على موقع ريلجم (الإنجليزية)
- كارل بيلي على موقع بروبوليرز (الإنجليزية)